# Tazarotène
Le tazarotène est une molécule utilisée comme médicament, de type rétinoïde.

## Usage médical
C'est un médicament principalement utilisé pour traiter le psoriasis en plaques et l'acné. Il est également utilisé pour les peaux photovieillies. Il s’applique sur la peau.

## Effets secondaires
Les effets secondaires courants comprennent des rougeurs cutanées, une desquamation, des démangeaisons et des douleurs cutanées; d'autres effets secondaires incluent un risque accru de coup de soleil. L'utilisation pendant la grossesse peut nuire au fœtus, tandis que l'utilisation pendant l'allaitement semble acceptable. Il s'agit d'un rétinoïde de troisième génération de la classe acétylénique,,.

## Histoire
Le tazarotène a été approuvé pour un usage médical en 1997. Il est disponible sous forme de médicament générique. Aux États-Unis, un tube de 30 grammes de 0,1 % coûte environ 70 dollars américain à partir de 2021. Au Royaume-Uni, ce montant coûte environ 15 livre sterling au NHS. Il est également disponible dans certains autres pays européens à partir de 2021.